# 교토상 기초과학부문 수상자 목록
다음은 교토상 기초과학부문 수상자 목록이다.
| 연도 | 수상자                              | 국적                                | 분야                                     |
| 1985 | 클로드 섀넌                         | 미국                                | 수리과학                                 |
| 1986 | 조지 허친슨                         | 미국                                | 생명과학                                 |
| 1987 | 얀 오르트                           | 네덜란드                            | 지구 및 행성 과학, 천문학 및 천체 물리학 |
| 1988 | 노엄 촘스키                         | 미국                                | 인지과학                                 |
| 1989 | 이즈라일 겔판트                     | 소련                                | 수리과학                                 |
| 1990 | 제인 구달                           | 영국                                | 생명과학                                 |
| 1991 | 에드워드 노턴 로렌즈                | 미국                                | 지구 및 행성 과학, 천문학 및 천체 물리학 |
| 1992 | 니시즈카 야스토미                   | 일본                                | 생명과학                                 |
| 1993 | 윌리엄 도널드 해밀턴                | 영국                                | 생명과학                                 |
| 1994 | 앙드레 베유                         | 프랑스                              | 수리과학                                 |
| 1995 | 하야시 주시로                       | 일본                                | 지구 및 행성 과학, 천문학 및 천체 물리학 |
| 1996 | 마리오 카페키                       | 미국                                | 생명과학                                 |
| 1997 | 다니엘 헌트 잔젠                    | 미국                                | 생명과학                                 |
| 1998 | 이토 기요시                         | 일본                                | 수리과학                                 |
| 1999 | 월터 하인리히 뭉크                  | 미국                                | 지구 및 행성 과학, 천문학 및 천체 물리학 |
| 2000 | 월터 야콥 게링                      | 스위스                              | 생명과학                                 |
| 2001 | 존 메이너드 스미스                  | 영국                                | 생명과학                                 |
| 2002 | 미하일 레오니도비치 그로모프        | 프랑스                              | 수리과학                                 |
| 2003 | 유진 파커                           | 미국                                | 지구 및 행성 과학, 천문학 및 천체 물리학 |
| 2004 | 알프레드 너드슨                     | 미국                                | 생명과학                                 |
| 2005 | 사이먼 애셔 레빈                    | 미국                                | 생명과학                                 |
| 2006 | 아카이게 히로츠구                   | 일본                                | 수리과학                                 |
| 2007 | 가나모리 히로오                     | 일본                                | 지구 및 행성 과학, 천문학 및 천체 물리학 |
| 2008 | 앤서니 제임스 포슨                  | 캐나다, 영국                        | 생명과학                                 |
| 2009 | 바바라 그랜트, 피터 그랜트          | 영국                                | 생명과학                                 |
| 2010 | 로바스 라슬로                       | 헝가리                              | 수리과학                                 |
| 2011 | 라시드 수냐에프                     | 러시아, 독일                        | 지구 및 행성 과학, 천문학 및 천체 물리학 |
| 2012 | 오스미 요시노리                     | 일본                                | 생명과학                                 |
| 2013 | 마사토시 네이                       | 미국                                | 생명과학                                 |
| 2014 | 에드워드 위튼                       | 미국                                | 수리과학                                 |
| 2015 | 미셸 마요르                         | 스위스                              | 지구 및 행성 과학, 천문학 및 천체 물리학 |
| 2016 | 혼조 다스쿠                         | 일본                                | 생명과학                                 |
| 2017 | 그레이엄 파콰르                     | 오스트레일리아                      | 생명과학                                 |
| 2018 | 가시와라 마사키                     | 일본                                | 수리과학                                 |
| 2019 | 제임스 건                           | 미국                                | 지구 및 행성 과학, 천문학 및 천체 물리학 |
| 2020 | 코로나 바이러스 여파로 수상자 없음. | 코로나 바이러스 여파로 수상자 없음. | 코로나 바이러스 여파로 수상자 없음.      |
| 2021 | 로버트 로더                         | 미국                                | 생명과학                                 |
| 2022 | 브라이언 그렌펠                     | 미국                                | 생명과학                                 |
| 2023 | 엘리엇 H. 리브                      | 미국                                | 수리과학                                 |